# Pasithea Dorsum
Pasithea Dorsum és una formació geològica de tipus dorsum a la superfície de Mart, localitzada amb el sistema de coordenades planetocèntriques a -54.25 ° latitud N i 321.81 ° longitud E, que fa 282.2 km de diàmetre. El nom va ser aprovat per la UAI l'any 1991 i fa referència a una característica d'albedo.